# Alexandre Dugniolle de Mévius
Alexandre Louis Dugniolle de Mévius, né à Chièvres le 19 avril 1790 et mort à Nivelles le 18 septembre 1879, est un homme politique belge.

## Biographie
Marié avec Sophie de Mevius, Alexandre Louis Dugniolle est le beau-père de Jacques-Joseph Brassine et le grand-père de Jules de Burlet.

## Fonctions et mandats
- Membre de la Chambre des représentants de Belgique : 1831-1834
- Secrétaire général du ministère de l'Intérieur : 1834-1840
- Directeur de l'administration des services religieux au ministère de la Justice : 1841-1862

## Sources
- J. DELAUNOIS, Descendance d'Alexandre-Louis Dugniolle et de Sophie de Mévius, in: L'Intermédiaire des généalogistes, 1970.
- Jean-Luc DE PAEPE & Christiane RAINDORF-GERARD, Le Parlement belge, 1831-1894. Données biographiques, Brussel, 1996.

- Ressource relative à plusieurs domaines :   - ODIS